# Charles A. Wickliffe
Charles Anderson Wickliffe (8 de junho de 1788 – 31 de outubro de 1869) foi um político dos Estados Unidos que atuou como representante do Kentucky. Ele também atuou como Presidente da Câmara dos Representantes (Kentucky), 14º Governador de Kentucky e foi nomeado Diretor do Serviço Postal (correios) pelo Presidente Americano John Tyler. Embora sempre identificado  com o partido Whig, foi politicamente independente e muitas vezes teve divergências com o fundador do Partido Whig e companheiro Kentuckiano Henry Clay.
Wickliffe recebeu uma boa educação em uma escola pública e através de professores particulares. Estudou direito e fez parte de um clube de debate que incluiu também o futuro U.S. Procurador Geral Felix Grundy e futuro Governador da Flórida William Papa Duval. Ele foi eleito para a Câmara dos Representantes do Kentucky em 1812. Um vigoroso defensor da guerra de 1812, ele serviu por breve período como ajudante de campo de dois generais americanos na guerra. Em 1823, foi eleito para o primeiro de cinco mandatos consecutivos na Câmara dos deputados dos EUA. De volta ao seu Estado, foi eleito o décimo Tenente governador (vice-goverandor) de Kentucky em 1833 e em 1836. O Governador James Clark morreu no cargo em 5 de outubro de 1839, e Wickliffe serviu como governador durante os nove meses restantes do mandato de Clark.
O Presidente Tyler nomeou Wickliffe Diretor do Serviço Postal (correios) após o fim do mandato de Wickliffe como governador. Em 1844 a bordo de um navio a vapor ele foi esfaqueado por um homem, este foi localizado mais tarde em estado de insanidade. Em 1845, o Presidente James K. Polk enviou Wickliffe em uma missão secreta para relatar aos britânicos e franceses sobre a anexação do Texas e para avaliar a viabilidade dos Estados Unidos empreender tal ação. A participação de Wickliffe neste esforço mais distanciou dos Whigs.
Em 1861, Wickliffe foi novamente eleito para a Câmara de representantes dos Estados Unidos, para mais um mandato. Ele tentou evitar a Guerra Civil, servindo como um delegado para a Conferência de paz de 1861 e a Convenção de Estados fronteiriços. Após a declaração de guerra, ele optou pela causa de União. Em 1863, ele procurou novamente o cargo de governador, mas as forças militares federais interferiram na eleição, resultando em uma vitória esmagadora para Thomas E. Bramlette. Mais tarde um acidente de carruagem deixou Wickliffe completamente cego. Ele morreu em 31 de outubro de 1869, ao visitar sua filha, em Maryland.

## Início da vida
Charles Anderson Wickliffe nasceu a 8 de junho de 1788, em uma modesta casa perto de Springfield, Kentucky. Ele era o caçula de nove filhos de Charles e Lydia (Hardin) Wickliffe. Sua família emigrou para Kentucky de Virgínia em 1784.
Wickliffe alcançou sua educação em escolas locais de Springfield e, em seguida, frequentou a Academia de Wilson em Bardstown. Por um ano, ele recebeu instrução particular de Blythe de James, Presidente da Universidade da Transilvânia, em seguida, recebeu o ensino de leis de Martin D. Hardin, um primo de sua mãe. Em 1809, ele foi admitido em uma banca de advocacia e começou a praticar em Bardstown. Ele e cinco outros advogados proeminentes de Bardstown formaram um clube de debate chamado The Pleiades Club. O clube incluiu seis membros: Wickliffe, John Hays, Ben Chapeze, Benjamin Hardin (outro dos primos de Wickliffe), Felix Grundy e William Pope Duval. John Rowan e John Pope também participaram dos debates, mas não eram membros do clube.
Em sua vida, Wickliffe foi conhecido pelo hábito de jogar cartas. Seus amigos consideravam isto como prejudicial, então dois deles – Duval e juiz John Papa Oldham – conceberam um estratagema para afastar Wickliffe desse seu hábito. Os dois sabiam que Wickliffe iria receber milhares de dólares na próxima sessão do Tribunal Distrital de Bullitt, assim eles conspiraram e convidaram Wickliffe para jogar cartas com eles e acordaram uma trapaça de sinais para se comunicar sobre os pontos fortes e fracos das cartas em suas mãos. Desta forma, eles esperavam ganhar todo o dinheiro de Wickliffe, para em seguida devolver a ele em troca de sua promessa de abandonar o vício pelo jogo. Na noite escolhida, no entanto, foi Wickliffe que ganhou todo o dinheiro apostado por Duval e Oldham, apesar de seus truques. Quando Wickliffe descobriu o estratagema de seus amigos, ele concordou em parar definitivamente de jogar.

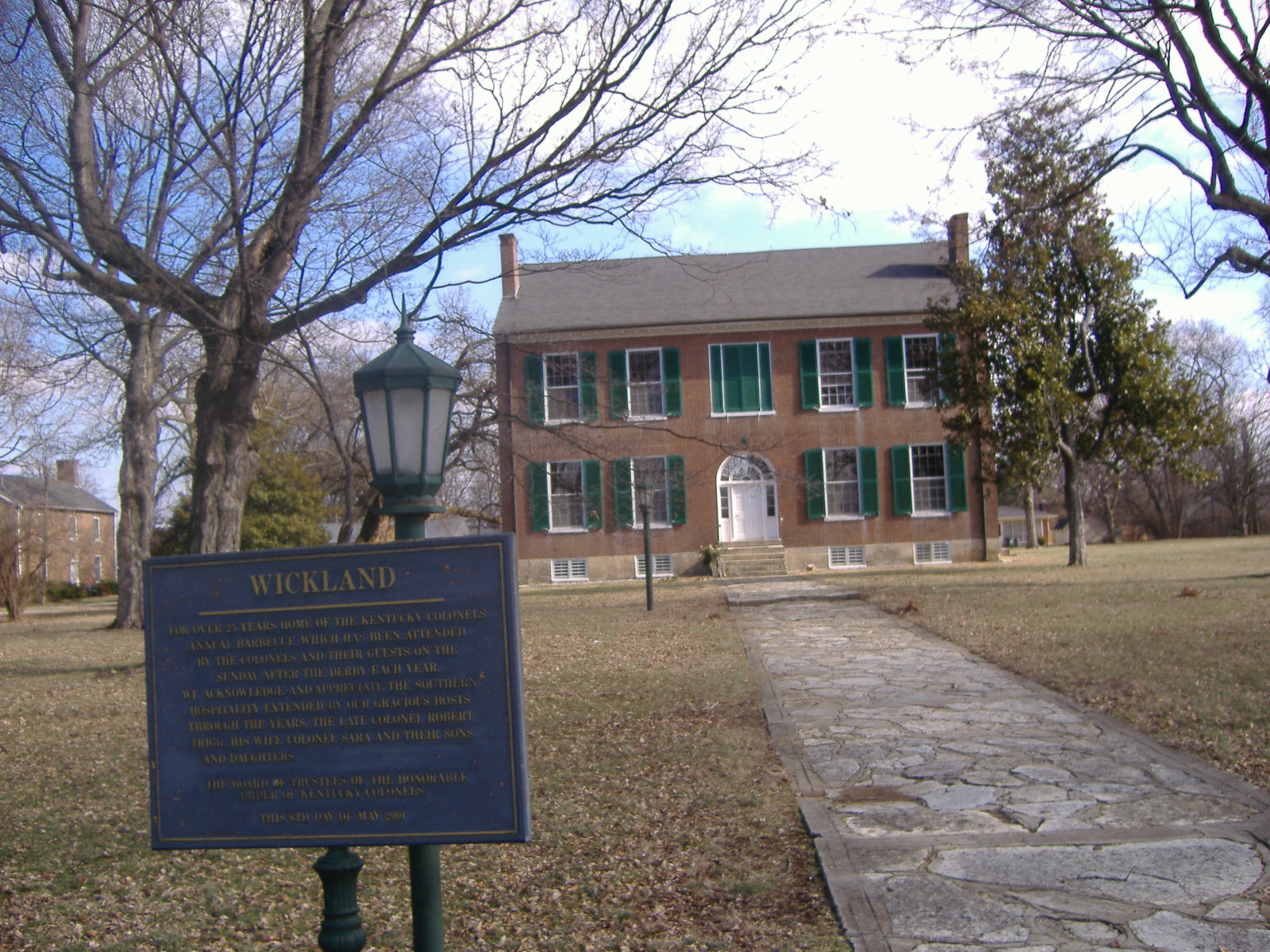
Wickland, the home of Wickliffe

Em 1813, Wickliffe casou-se com Margaret Cripps, e o casal teve três filhos e cinco filhas. A mais notável entre as crianças foi Robert, que se tornou governador da Louisiana. Os Wickliffes contrataram John Rogers, arquiteto da Catedral de São José em Bardstown, para construir sua residência, que batizaram de "Wickland". Mais tarde, Wickland foi chamada de "a casa dos três governadores". Além de Wickliffe e seu filho, J. C. W. Beckham, também Wickliffe Neto o futuro governador do Kentucky, ocuparam a residência.

## Carreira política
Iniciou sua carreira política sendo eleito para representar o Condado de Nelson na Câmara de Kentucky em 1812 até 1813. Durante seu mandato, apoiou com entusiasmo a guerra de 1812. Primeiro serviu como um ajudante de ordens para o General Joseph Winlock, e em 24 de agosto de 1813, alistou-se como um ajudante particular para Martin H. Wickliffe. Em 2 de setembro de 1813, foi escolhido como ajudante de ordens para o General Samuel Caldwell em 5 de outubro de 1813, na Batalha do Tâmisa. Em 1816, sucedeu Ben Hardin como Procurador da república para o Condado de Nelson.
Wickliffe voltou para Câmara de Kentucky em 1822 e ficou até 1823. Durante este período, uma contenda conhecida como a controvérsia do "velho Tribunal" com o "novo Tribunal" estava iniciando em Kentucky. Muitos dos cidadãos afetados pelo pânico financeiro de 1819, exigiam a redução de dívida. Quando algumas medidas protelatórias de pagamento de dívidas vencidas, que haviam sido aprovadas pelos legisladores e foram declaradas inconstitucionais pelo Tribunal de Apelações de Kentucky, os legisladores tentaram dissolver o Tribunal e substituí-lo por outro que aceitasse as medidas de moratória. Por um tempo, dois tribunais alegaram ser o legítimo Tribunal de última instância em Kentucky. Wickliffe aceitou o "Old Court", que foi o Tribunal que finalmente prevaleceu.

## Primeiro mandato na câmara dos representantes
Em 1823, Wickliffe foi eleito para a Câmara dos Representantes dos Estados Unidos e cumpriu cinco mandatos consecutivos. Novamente, ele sucedeu seu primo e amigo, Ben Hardin. Embora fosse partidário do Whig, ele discordou com muitas das posições do fundador do partido, Henry Clay. Quando nenhum candidato obteve a maioria dos votos eleitorais na eleição presidencial de 1824, a Constituição determinava que a eleição deveria ser decidida na Câmara. Wickliffe contrariou conselhos de Clay para votar nele e em vez disso votou para Andrew Jackson, que foi o escolhido legislador de Kentucky.
O historiador Robert Powell opinou que a quebra de fidelidade partidária por Wickliffe pode explicar a suas ausências no Comitê em seus primeiros anos na Câmara. No início de 1829, no entanto, ele presidiu o Comitê sobre terras públicas. Com sua influência, ele atacou o plano de Clay para distribuir os excedentes das receitas entre os Estados como sendo injusto para Estados mais jovens. Ele também diverrgiu de Clay sobre a vontade de Clay para limitar a escravidão. Ele escreveu para Clay sobre sua lentidão para responder ao problema de escravos fugitivos, mas Clay nunca respondeu. Nem Wickliffe foi fiel à plataforma Jacksoniana, no entanto. Em uma carta ao seu irmão, lamentou os ataques de Jackson no Second Bank of the United States. Incentivou publicamente Kentuckinianos para reforçar os Whigs, apesar de suas divergências com o Clay.
Em 1830, Wickliffe foi escolhido por seus colegas para presidir o processo de impeachment contra o juiz James H. Peck da corte do distrito de Missouri. Em 1831, ele foi um dos vários candidatos propostos pela Assembleia Geral Kentucky para suceder a John Rowan no Senado. De sessenta e nove votos necessários para ser eleito para a cadeira, Wickliffe recebeu quarenta e nove. Outros candidatos incluíam John J. Crittenden (68 votos), John Breathitt (sessenta e seis votos) e Richard Mentor Johnson (sessenta e quatro votos). Três dias após a votação, a Assembléia não conseguia preencher o cargo, então foi permitido permanecer vago até a próxima sessão. Wickliffe não buscou reeleger-se ao cargo na câmara em 1833.

## Governador de Kentucky
Wickliffe retornou para a Assembleia Legislativa do Estado de 1833 até 1835. Em 1834, derrotou Daniel Breck e John L. Helm para se tornar presidente da câmara. Foi eleito vice-governador de Kentucky em 1836, derrotando o democrata Elias Hise por uma margem de pouco mais de 1.300 votos. Após a morte do governador James Clark em 5 de outubro de 1839, ele tornou-se governador e exerceu os nove meses restantes do mandato de Clark.
Como governador, a preocupação principal de Wickliffe foi a Crise de 1837. Ele defendeu o aumento de impostos de propriedade para compensar os déficits que haviam subido para US$ 42.000 em 1839, mas o legislativo optou pela obtenção de recursos através da emissão de títulos para atender as despesas correntes. Wickliffe manteve a credibilidade do Estado, pagando os juros devidos em títulos pelo estado. As únicas áreas onde ele solicitou mais gastos foram para melhorias na navegação fluvial, para a preservação de arquivos do Estado e educação pública. Além destas preocupações, ele recebeu inúmeros pedidos de moratória de dívidas.

## Assessor dos presidentes Tyler e Polk
Wickliffe fez campanha em nome do Partido Whig credenciando William Henry Harrison e John Tyler na eleição presidencial de 1840. Wickliffe e o Tyler eram amigos, pois haviam compartilhado moradia quando estavam no Congresso. Com a morte de Harrison Tyler assumiu o cargo de Presidente, nomeando Wicklilffe para Diretor do Serviço Postal (correios), uma escolha que irritou os apoiantes de Clay no partido. Wickliffe serviu na administração de Tyler até março de 1845.
Em 1º de agosto de 1844, Wickliffe e duas de suas filhas embarcaram no steamship Geórgia viajando de Old Point Comfort em Virgínia para Baltimore, Maryland. Nesta embarcação ele foi esfaqueado no peito por um homem, mas os ferimentos foram leves, e um oficial da Marinha dos Estados Unidos impediu uma segunda tentativa. O homem chamado J. McLean Gardner, foi desarmado e preso. Mais tarde naquela noite, ele escreveu para Wickliffe uma carta de desculpas. Wickliffe não foi seriamente ferido e retornou ao lar três dias após o ataque. Gardner foi julgado e considerado insano, mais tarde ele foi enviado para um hospital psiquiátrico.
Wickliffe deu suporte para a anexação do Texas, uma questão que ajudou a selar a derrota de Clay na propaganda eleitoral presidencial de 1844. Em 1845, o Presidente James K. Polk enviou Wickliffe para uma missão secreta para a República do Texas. Originalmente, seu propósito era anular tentativas britânicas e francesas de impedir a anexação de U.S. do Texas, mas ele mais tarde juntou-se ao Comandante Robert F. Stockton que reunia líderes da República do Texas para enviar suas forças militares em todo o Rio Grande no México. Stockton e Wickliffe acreditavam que, se eles pudessem provocar uma invasão do Texas  Mexicano, os Estados Unidos teria uma chance maior para a anexação do Texas. Em última análise, eles falharam em convencer os texanos para invasão, mas conseguiram promover o suporte para anexação. A posição de Wickliffe sobre a anexação e sua lealdade dedicada para Polk aumentou mais a distância com os Whigs.

## Final da carreira política

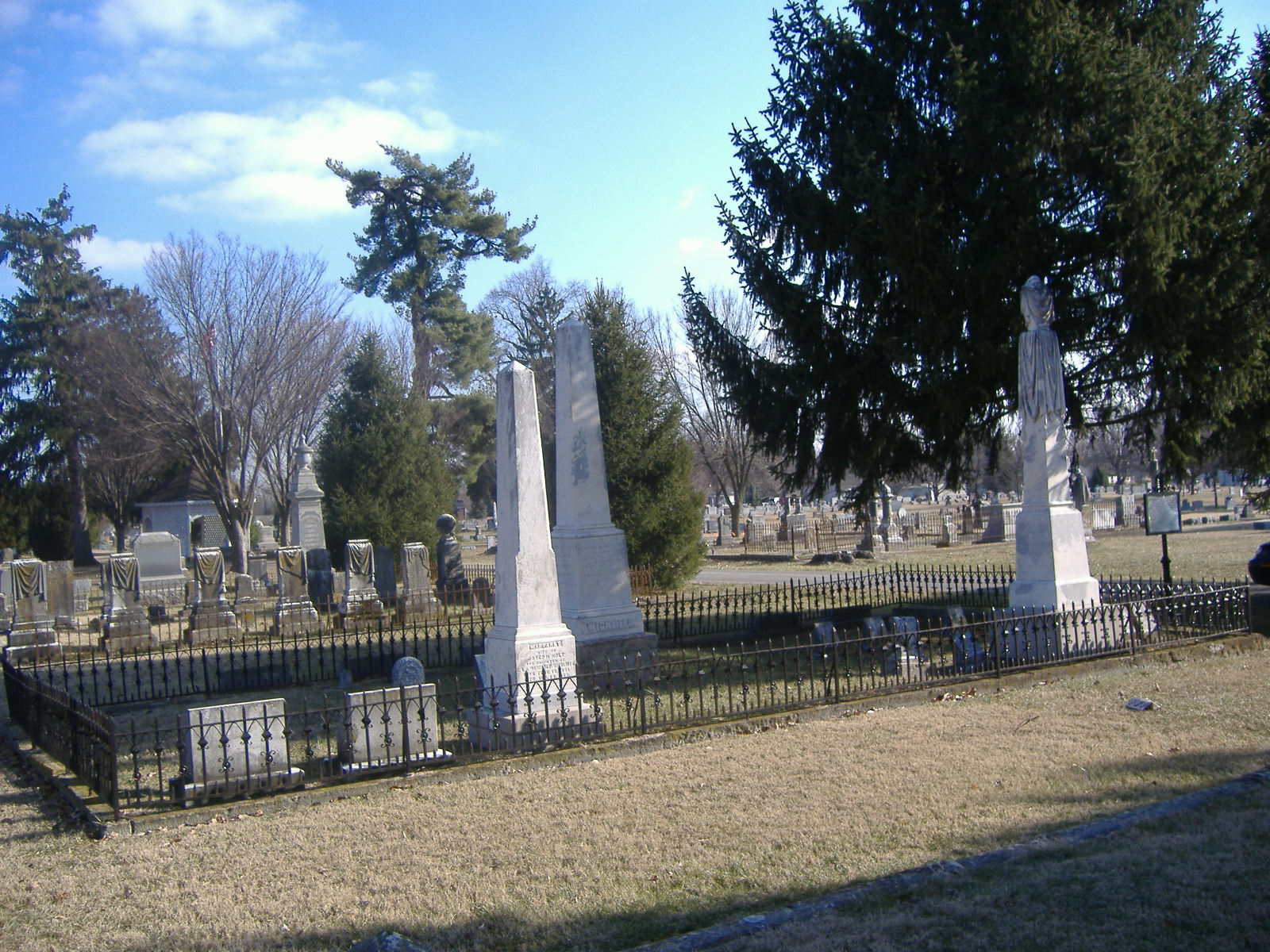
O túmulo de Wickliffe em Bardstown.

Em 18 de fevereiro de 1841, a Assembleia Geral de Kentucky elegeu James Turner Morehead para o Senado, Wickliffe recebeu vinte votos nesta eleição. Em 1849, ele foi escolhido como um delegado à Convenção constitucional do Estado, apesar de sua oposição a convocação de uma Convenção uma década antes. Adversários políticos de Wickliffe, incluindo Thomas F. Marshall., alegaram que isso mostrou a inconsistência política de Wickliffe, uma acusação que Wickliffe não aceitava. No ano seguinte, Wickliffe foi nomeado para uma Comissão encarregada de rever o código das leis do estado. Em 8 de Janeiro de 1861, presidiu a Convenção Democrática de estado, em Louisville.
Wickliffe foi eleito para um outro mandato no Congresso, representando de 1861 a 1863 a União-Whig. Ele se opôs à ideia de secessão e foi membro da Conferência de paz de 1861 e a Convenção de Estados fronteiriços que tentou evitar a Guerra Civil. Em abril de 1861, participou de uma reunião secreta no Capitol Hotel em Frankfort, onde os participantes planejavam armar a União com apoio em áreas-chave do estado. Em 18 de maio, o Presidente Lincoln forneceu rifles – apelidados "guns Lincoln"- para o empreendimento. Depois que as forças de Braxton Bragg destruíram os cavaletes de ferro perto de Bardstown, Wickliffe pessoalmente contratou Joseph Z. Aud para fazer transporte privado de correio na área. Os cavaletes foram reconstruídas em fevereiro de 1863, excluindo, então, a necessidade do serviço do Aud.
Perto do fim do seu mandato no Congresso, Wickliffe sofreu um acidente de carruagem que lhe deixou completamente cego. Apesar de sua lesão, ele continuou politicamente ativo. Em 1863, concorreu para governador como um democrata de paz, com uma plataforma de anti-Lincoln. Autoridades militares consideravam isso subversivo, interferindo na eleição, Wickliffe perdeu para Thomas E. Bramlette.
Wickliffe serviu como um delegado à Convenção Nacional Democrata de 1864 em Chicago, lançando seu voto para George B. McClellan. Nos últimos anos de sua vida estava totalmente cego. Ao visitar sua filha perto de Ilchester, Maryland, ele ficou gravemente doente e morreu em 31 de outubro de 1869. Ele foi enterrado no cemitério de Bardstown em Bardstown. Durante a primeira guerra mundial, um navio da marinha de guerra americano foi nomeado de Wickliffe em sua homagem.

## Fonte da tradução
- Este artigo foi inicialmente traduzido, total ou parcialmente, do artigo da Wikipédia em inglês cujo título é «Charles Anderson Wickliffe».

## Leia também
- Guelzo, Allen C. (2006). Lincoln's Emancipation Proclamation: The End of Slavery in America. [S.l.]: Simon and Schuster. ISBN 0-7432-9965-5. Consultado em 1 de fevereiro de 2009
- Morton, Jennie C. (1904). «Governor Charles A. Wickliffe». The Register of the Kentucky Historical Society. 2 (6): 17–21
- Speed, Thomas (1907). The Union Cause in Kentucky, 1860–1865. [S.l.]: G.P. Putnam's Sons. Consultado em 1 de fevereiro de 2009